# Croce di Monte Rotondo

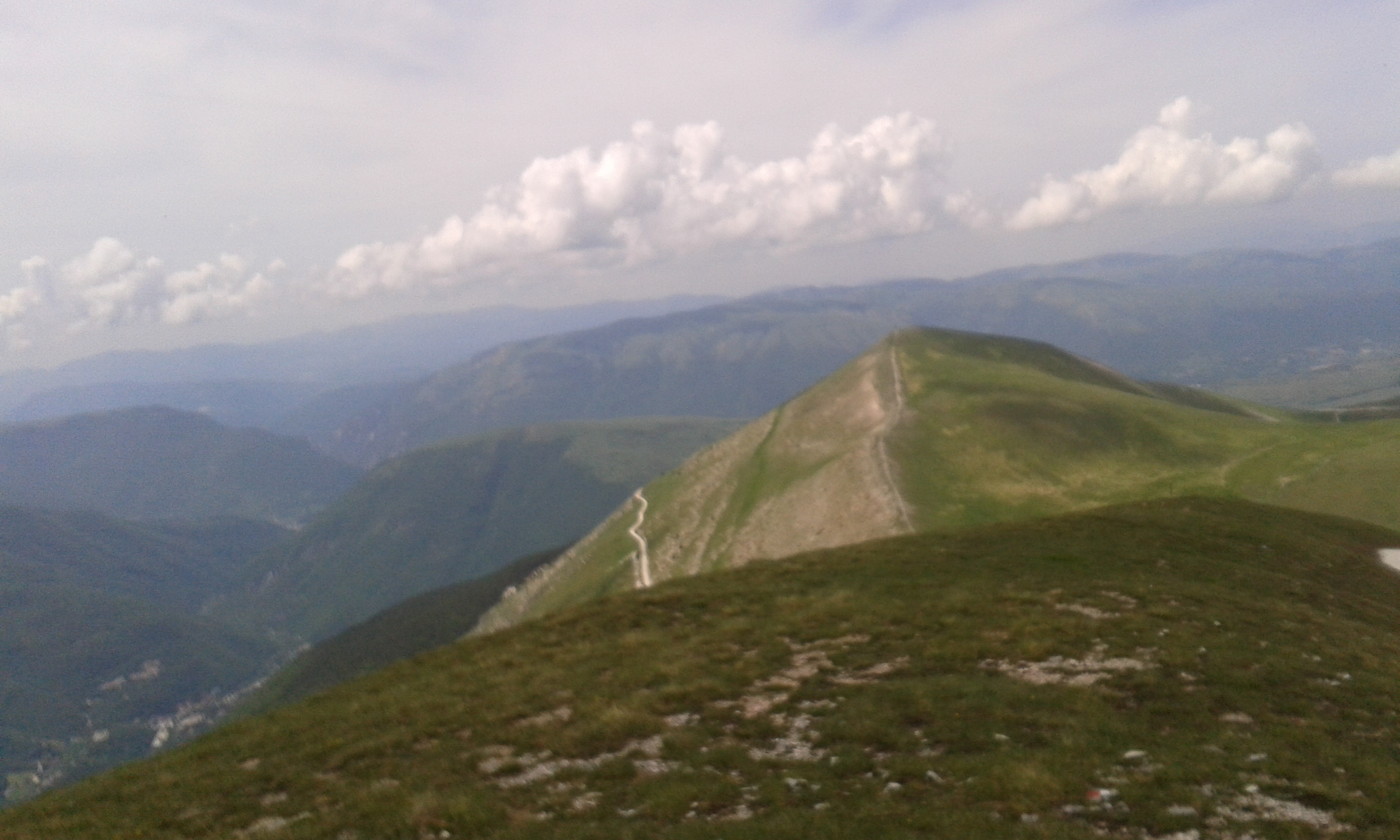
Cima della Croce vista dal monte Rotondo

Croce di Monte Rotondo è il nome attribuito all'anticima ovest del massiccio di monte Rotondo, di 1926 m s.l.m..
La cima è caratterizzata dalla presenza di una grande croce metallica visibile dalle vallate sottostanti ed è facilmente raggiungibile dalla strada sterrata che va da Casali di Ussita al rifugio del Fargno.

## Morfologia
Situata lungo il crinale che dal monte Rotondo si diparte verso occidente, fa da spartiacque tra la testata della valle del Rio Sacro a nord e della valle dell'Ussita a sud.
Verso nord la cima è collegata con il monte Val di Fibbia, ultima cima settentrionale di questa propaggine della catena dei Sibillini.

## Vegetazione
La vegetazione è quella tipica del pascolo di alta montagna dell'Appennino centrale, con qualche sporadica conifera localizzata intorno ai 1800 m.